# 约翰·斯塔克
约翰·斯塔克（英語：John Stack，1924年3月22日—1997年5月28日），美国男子赛艇运动员。他曾代表美国参加1948年夏季奥林匹克运动会赛艇比赛，获得男子八人单桨有舵手金牌。